# Quimper Comunitat
Quimper Comunitat (en bretó Kemper Kumuniezh) és una establiment públic de cooperació internacional (EPCI) francesa, situada al département del Finisterre a la regió Bretanya, dins del País de Cornualla. Té una extensió de 281 kilòmetres quadrats i una població de 90.433 habitants (2011).

## Composició
Agrupa 8 comunes :
1. Ergué-Gabéric
2. Guengat
3. Plogonnec
4. Plomelin
5. Plonéis
6. Pluguffan
7. Locronan
8. Quimper

## Dominis d'intervenció
Tota EPCI ha d'assegurar les competències obligatòries o facultatives escollides entre les possigles. De la mateixa manera la col·lectivitat pot assolir altres competències opcionals per a reforçar la seva cohesió i els seus dominis d'intervenció. Quimper Communauté ha optat per assegurar :
- Competències obligatòries
  - Desenvolupament econòmic
  - Ordenació de l'espai comunitari
  - Equilibri social de l'habitatge
  - Política urbana de la comunitat

- Competències opcionals
  - Sanejament
  - Protecció i millora del medi ambient
  - Construcció, desenvolupament, manteniment i gestió d'equipatges comunitaris

- Competències facultatives
  - Polítiques d'animació
  - Confiscació animal
  - Ensenyament superior
  - Constitució de reserves del sòl

Les dues competènciesmés visibles són l'organització i finançament de la xarxa de transport intracomunitari Qub que serveix tot el territori de la comunitat, així com l'organització de la recollida i tractament de residus.

## Història
- Les quatre primeres comunes fundadores, Ergué-Gabéric, Guengat, Plogonnec i Quimper, es reuneixen el 27 de desembre de 1993 per a formar una comunitat de comunes que prendrà el nom de Quimper Communauté.
- El 23 de desembre de 1996 el territori s'enqueix amb tres noves comunes: Plomelin, Plonéis i Pluguffan.
- L'1 de gener de 2000 Quimper Communauté es transforma en comunitat d'aglomeració, tot conservant els límits territorials.

La comuna de Locronan, situada a alguns quilòmetres de la de Plogonnec ha demanat dos cos la seva integració en l'aglomeraciól quimperenca, sense èxit. Això serà un fet l'1 de gener de 2011.